# Maria Wersig

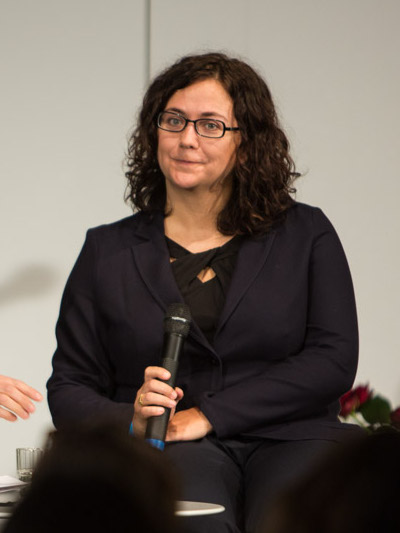
Maria Wersig (2017)

Maria Wersig (geboren 28. September 1978 in Weimar) ist eine deutsche Juristin und Sozialwissenschaftlerin, die seit 2015 als Professorin an der Fachhochschule Dortmund lehrte und seit September 2020 an der Fachhochschule Hannover lehrt. Von 2017 bis 2023 war Wersig Präsidentin des Deutschen Juristinnenbundes e.V.

## Beruflicher Werdegang
Maria Wersig studierte von 1998 bis 2004 Rechtswissenschaft und Genderkompetenz an der Freien Universität Berlin. 2004 legte sie das Erste Juristische Staatsexamen ab und war anschließend bis 2006 wissenschaftliche Mitarbeiterin im Forschungsprojekt „Ehegattenunterhalt und sozialrechtliches Subsidiaritätsprinzip als Gleichstellungshindernisse“ am Otto-Suhr-Institut für Politikwissenschaft der Freien Universität Berlin. Von März 2006 bis September 2008 war sie Fachreferentin für Familien- und Gleichstellungspolitik der Bundestagsfraktion der Partei Die Linke und anschließend bis Juni 2009 Wissenschaftliche Mitarbeiterin am Institut für Sozial- und Organisationspädagogik der Universität Hildesheim. Gefördert mit einem Stipendium der Hans-Böckler-Stiftung nahm Wersig in Hildesheim die Arbeit an einer Dissertation auf, mit der sie – nach einem Forschungsaufenthalt an der Pace Law School (New York) im Herbst 2010 und einer erneuten Anstellung als Wissenschaftliche Mitarbeiterin – im Februar 2013 in Hildesheim zum Dr. phil. promoviert wurde. Der Titel der Arbeit lautete „Hindernisse bei der Reform des Ehegattensplittings. Eine historisch-rekonstruktive Untersuchung“.
Von Sommer 2013 bis Sommer 2014 war Wersig Referentin des Gesamtbetriebsrats der DB Mobility Logistics, bevor sie zum Wintersemester 2014 für ein Jahr eine Vertretungsprofessur an der Hochschule Hannover übernahm. Im September 2015 trat sie eine Professur  für „Rechtliche Grundlagen der Sozialen Arbeit“ im Fachbereich Angewandte Sozialwissenschaften an der FH Dortmund an. Diese endete im August 2020. Seit dem 1. September 2020 ist sie als Professorin im Bereich „Rechtliche Grundlagen der Sozialen Arbeit“ zur Fakultät Diakonie, Gesundheit und Soziales der Hochschule Hannover zurückgekehrt.
Seit 2009 war Wersig Mitglied und ab Oktober 2013 Vorsitzende der Kommission „Recht der sozialen Sicherung, Familienlastenausgleich“ des Deutschen Juristinnenbundes e.V. Im September 2017 wurde sie zur Vorsitzenden gewählt und nach zwei Jahren im Amt bestätigt.
Wersig setzte sich unter anderem für die Reformierung bzw. Abschaffung des § 219a StGB ein, der die Werbung für den Schwangerschaftsabbruch verbot. Sie ist Mitherausgeberin der Zeitschriften: Kritische Justiz und info also.
Wersig war Mitglied der Sachverständigenkommission des Bundesministeriums für Familie-, Senioren-, Frauen und Jugend zur reproduktiven Selbstbestimmung und Fortpflanzungsmedizin, die die bisherige Regelung zum Schwangerschaftsabbruch sowie die Legalisierung von Eizellspende und Leihmutterschaft prüfte.

## Auszeichnungen
Im Mai 2025 wurde ihr das Verdienstkreuz am Bande der Bundesrepublik Deutschland verliehen.

## Schriften (Auswahl)
- Der lange Schatten der Hausfrauenehe: zur Reformresistenz des Ehegattensplittings. Budrich, Opladen/Berlin/Toronto 2013, ISBN 978-3-8474-0085-1 (Dissertation).
- Stellungnahme als Sachverständige im Deutschen Bundestag: Anhörung zum Gesetzentwurf zur Einführung eines Elterngeld Plus in den Ausschuss für Familie, Senioren, Frauen und Jugend des Deutschen Bundestages, 2014[12]
- Fälle zum Allgemeinen Gleichbehandlungsgesetz (AGG): eine Einführung in Theorie und Praxis des Antidiskriminierungsrechts in 23 Fällen. UTB, 2017, ISBN 978-3-8252-4870-3.